# Voința Sybin
Voința Sybin – nieistniejący rumuński klub piłkarski, mający siedzbię w mieście Sybin, leżącym w centralnej części kraju.

## Historia
Klub został założony w 2007 roku jako Voința Sybin. Klub kontynuował tradycje rozformowanych wcześniej miejscowych klubów FC Sibiu i Inter Sybin. W sezonie 2009/10 został mistrzem Serii VI trzeciej ligi rumuńskiej. W pierwszym swoim sezonie w drugiej lidze zajął 4.miejsce i latem 2011 awansował do pierwszej ligi rumuńskiej. Po 11. kolejkach drugiej ligi w sezonie 2012/2013 klub został rozwiązany.

## Sukcesy
- Liga I:
  -  ? miejsce (1): 2012
- Puchar Rumunii:
  - 1/8 finału (1): 2010
- Liga II:
  - 4. miejsce (1): 2011
- Liga III:
  - mistrzostwo (1): 2010